# ولکولینک
ولکولینک (به لاتین: Vlkolínec) یک روستا در اسلواکی است که در روژمبرک واقع شده‌است. ولکولینک ۱۳ نفر جمعیت دارد.

## نگارخانه

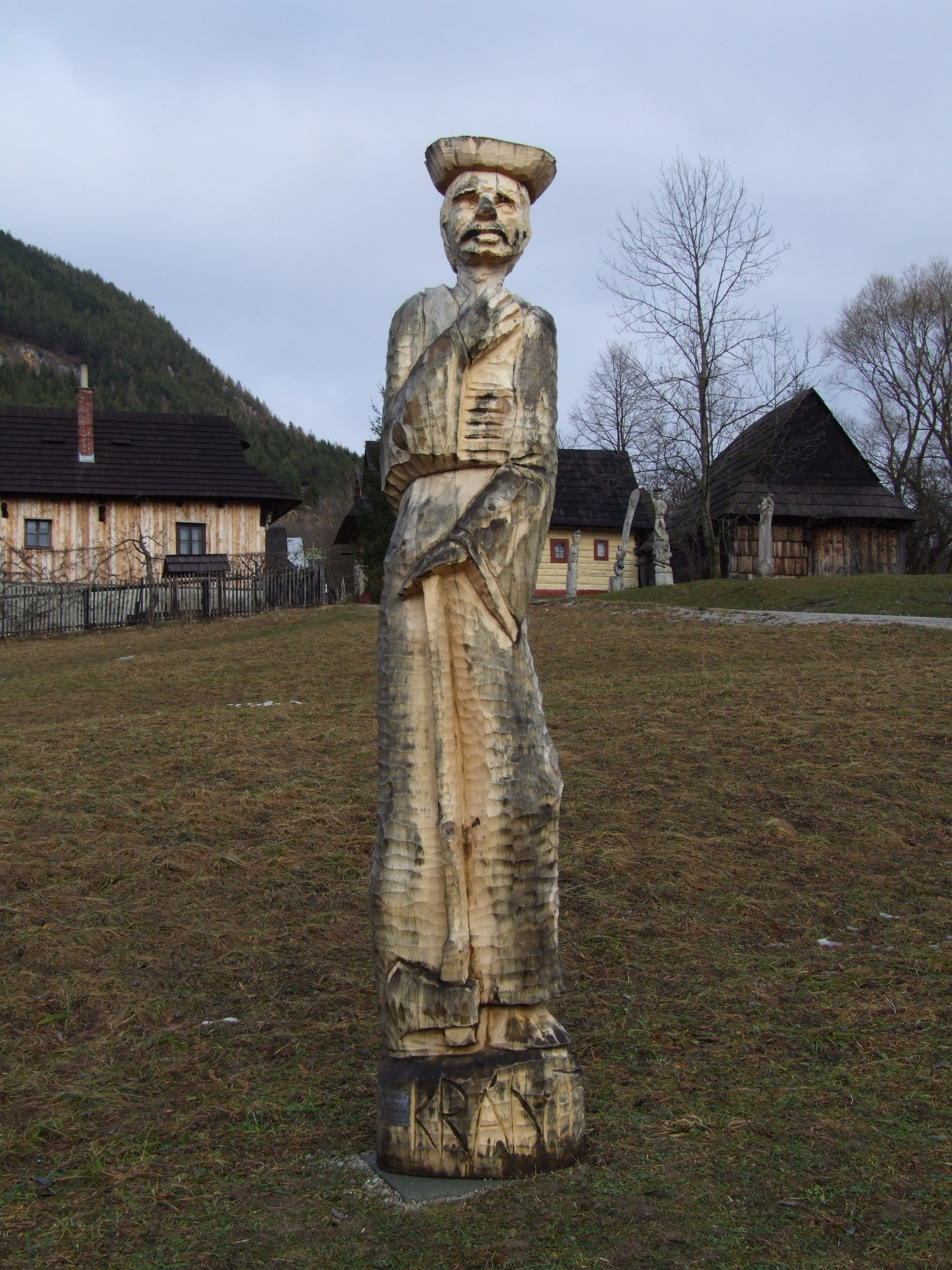
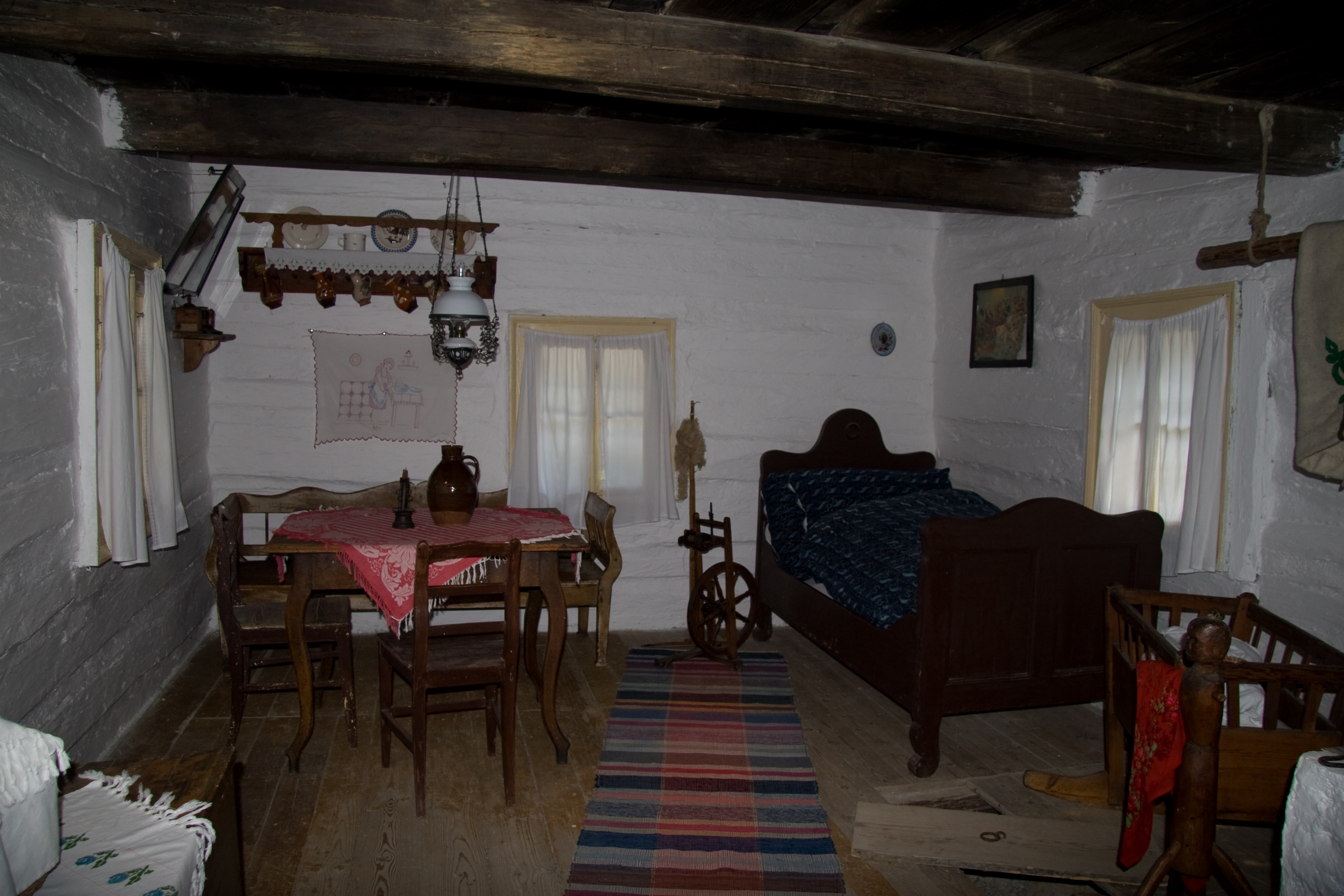
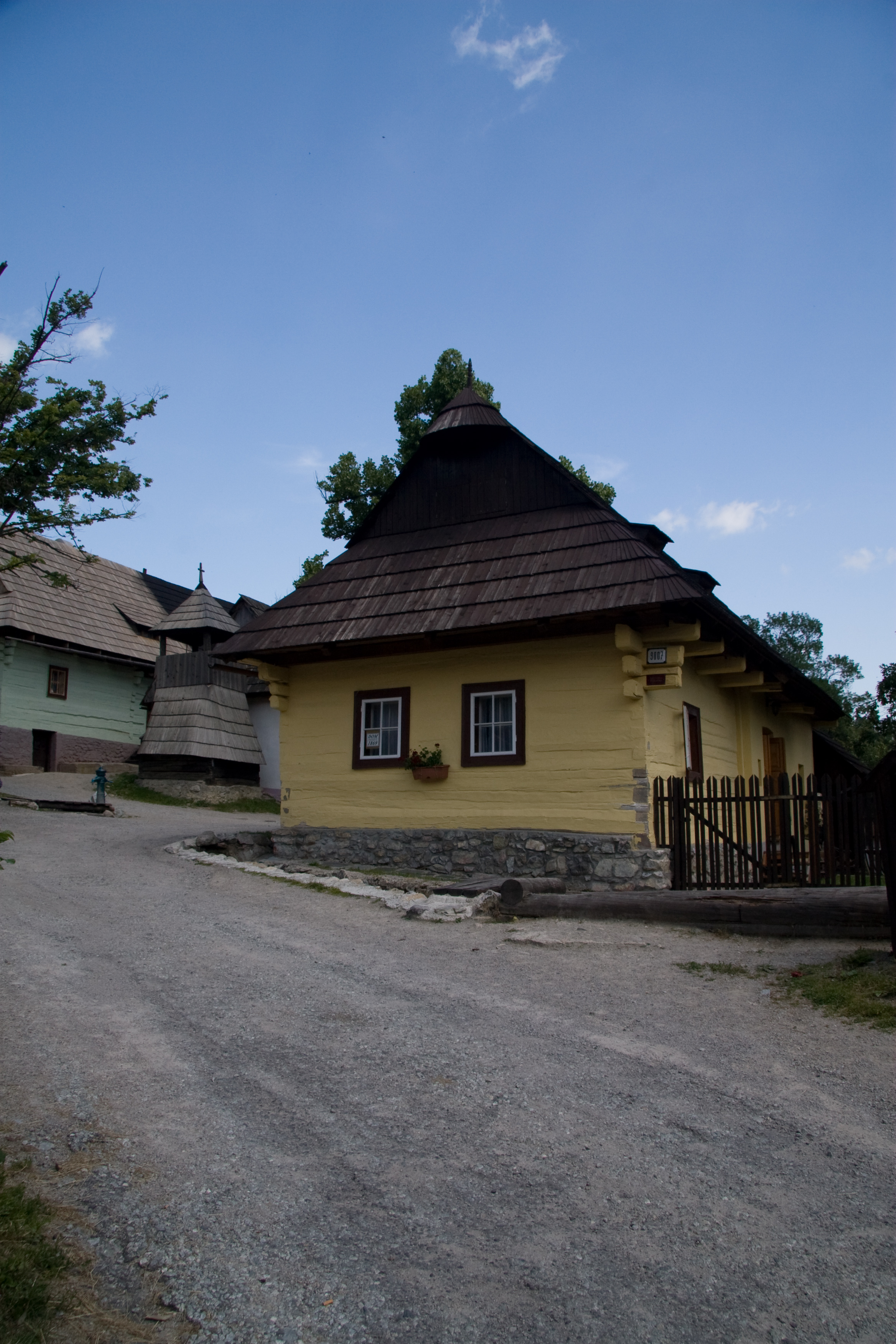
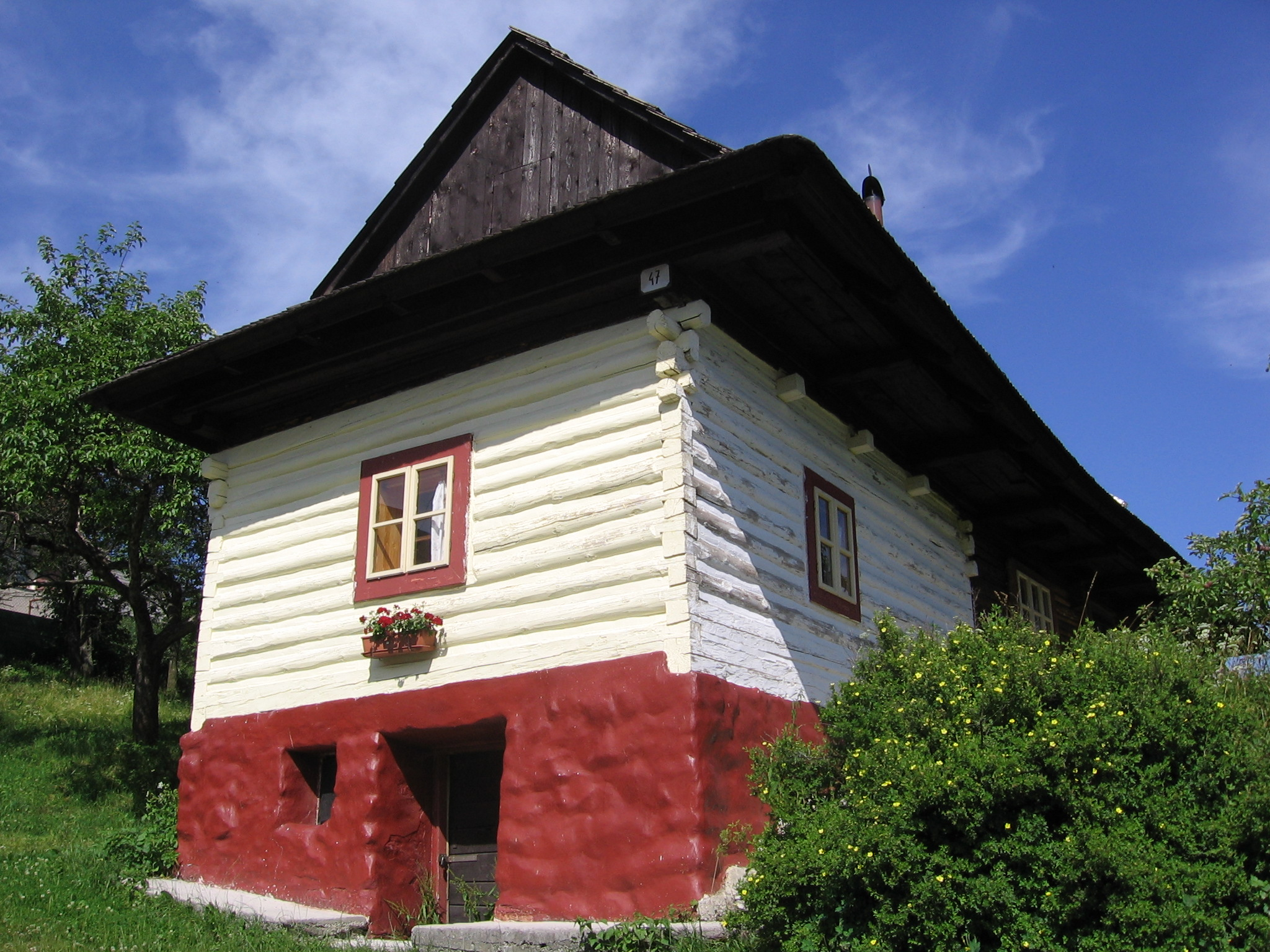
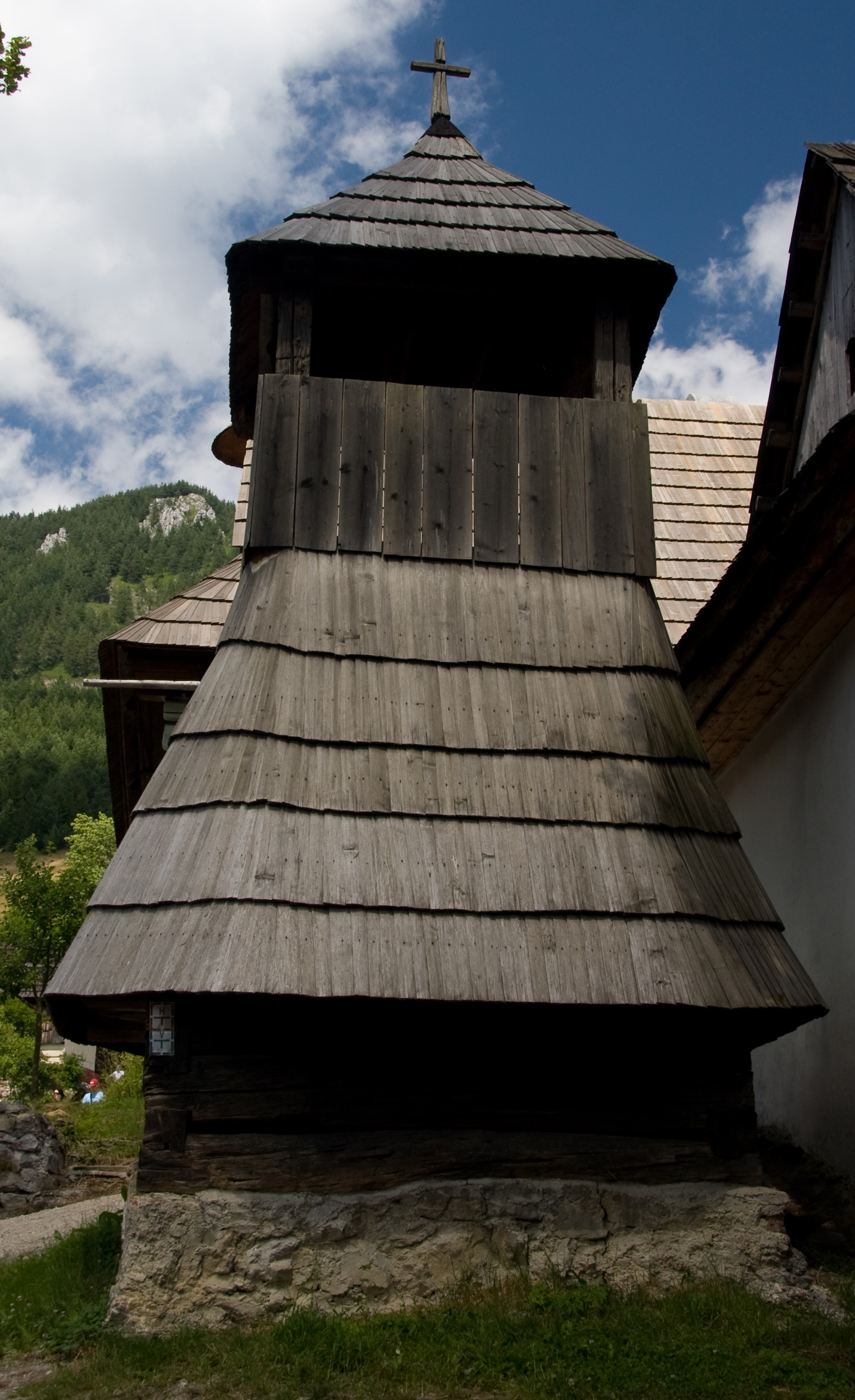
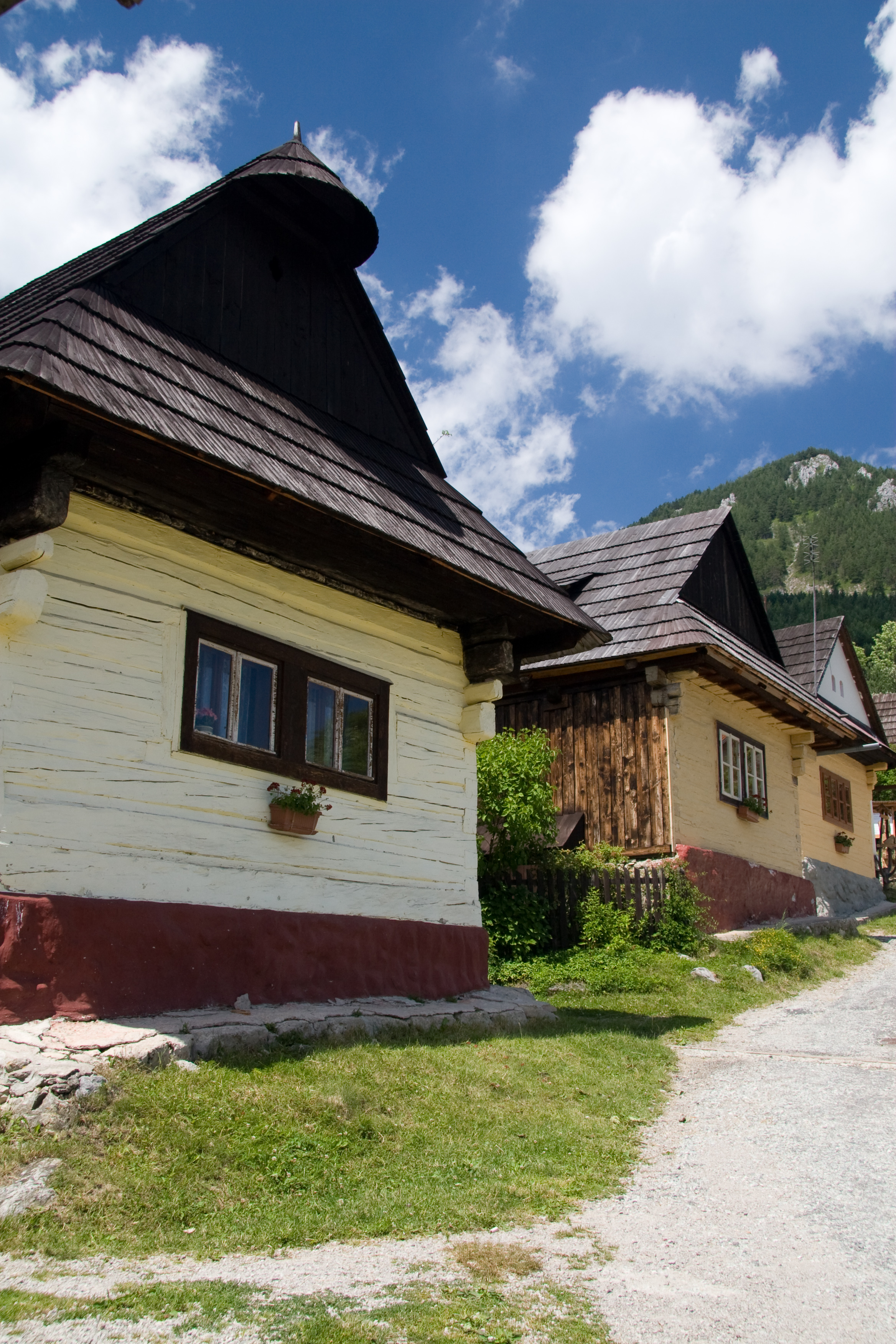
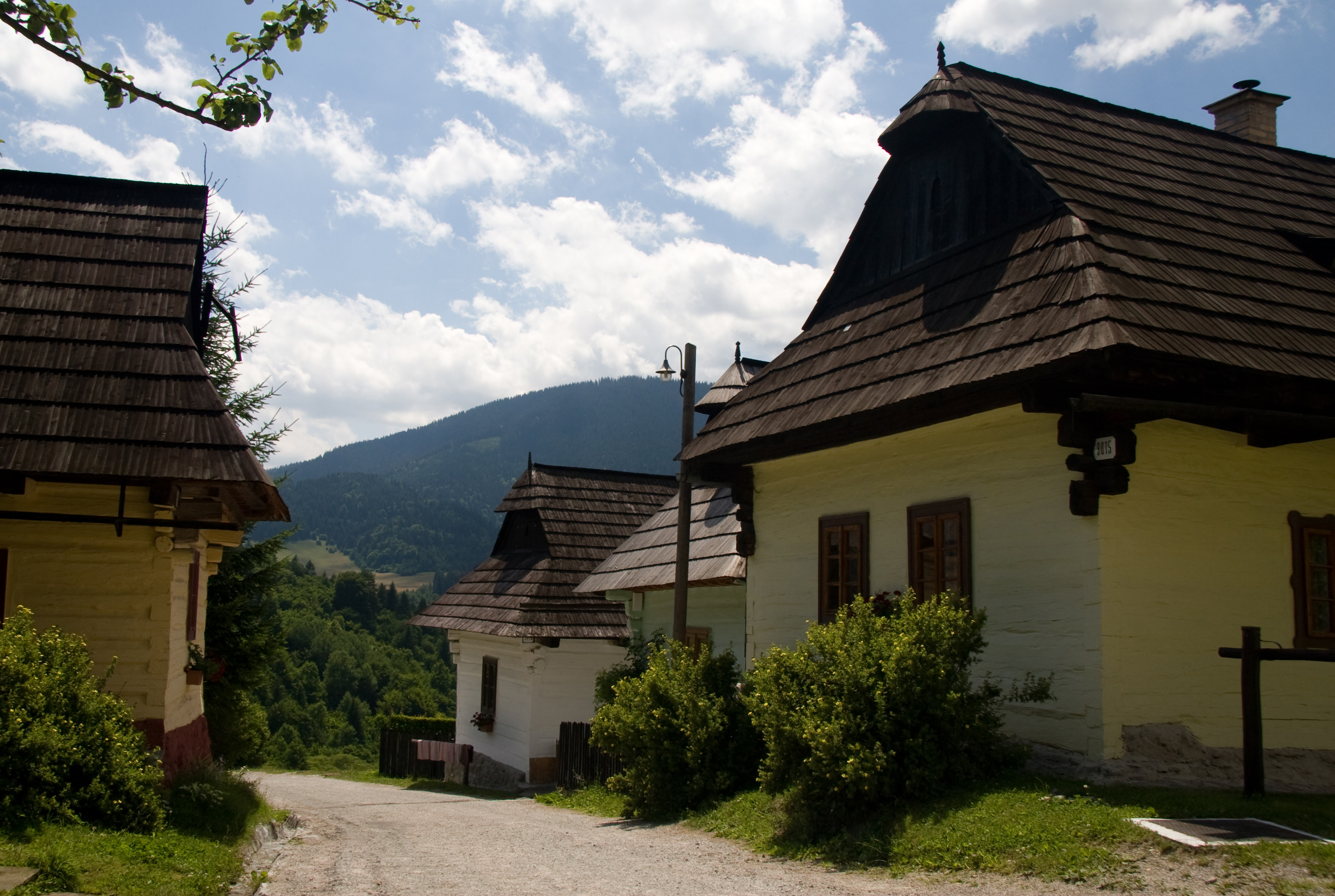
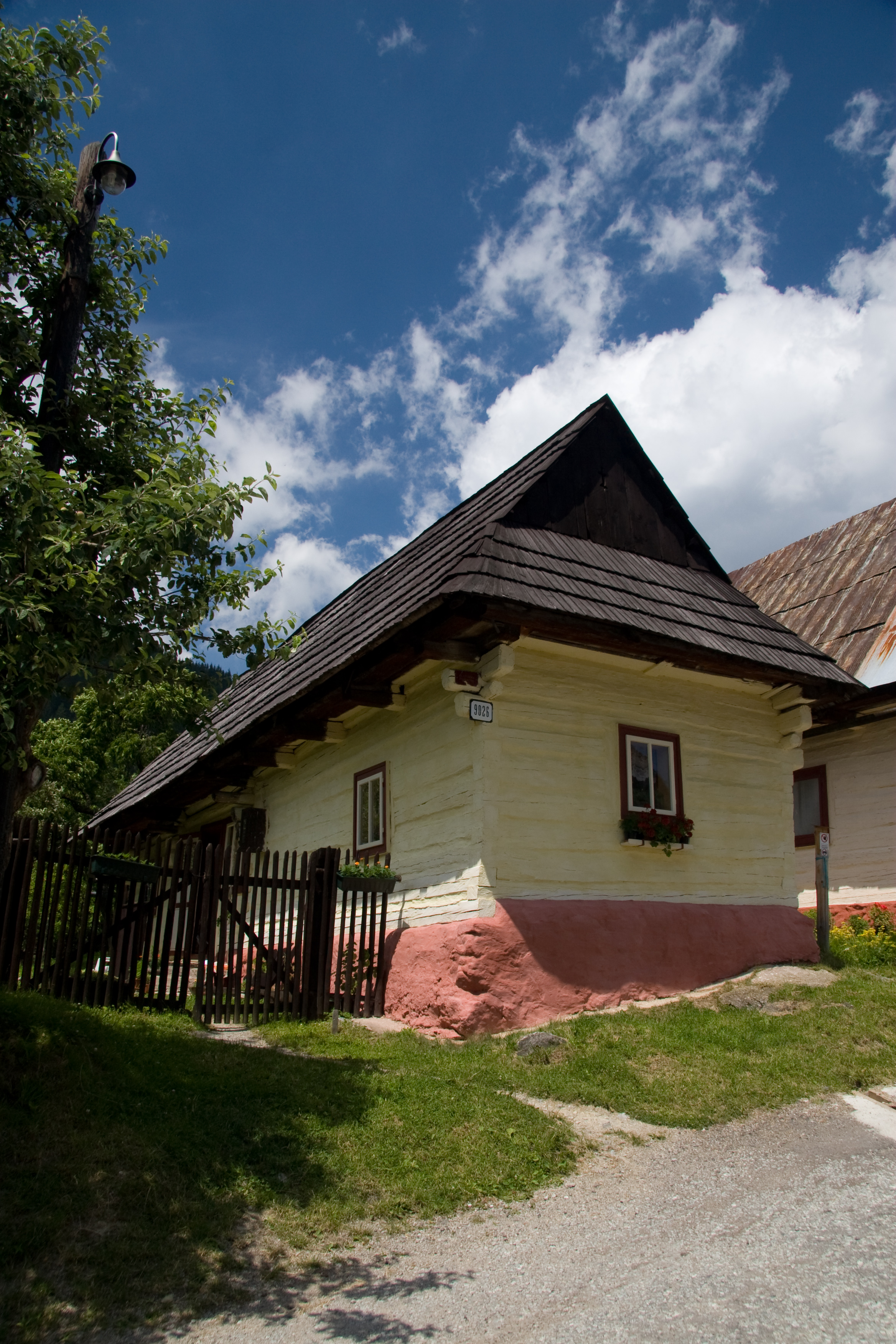
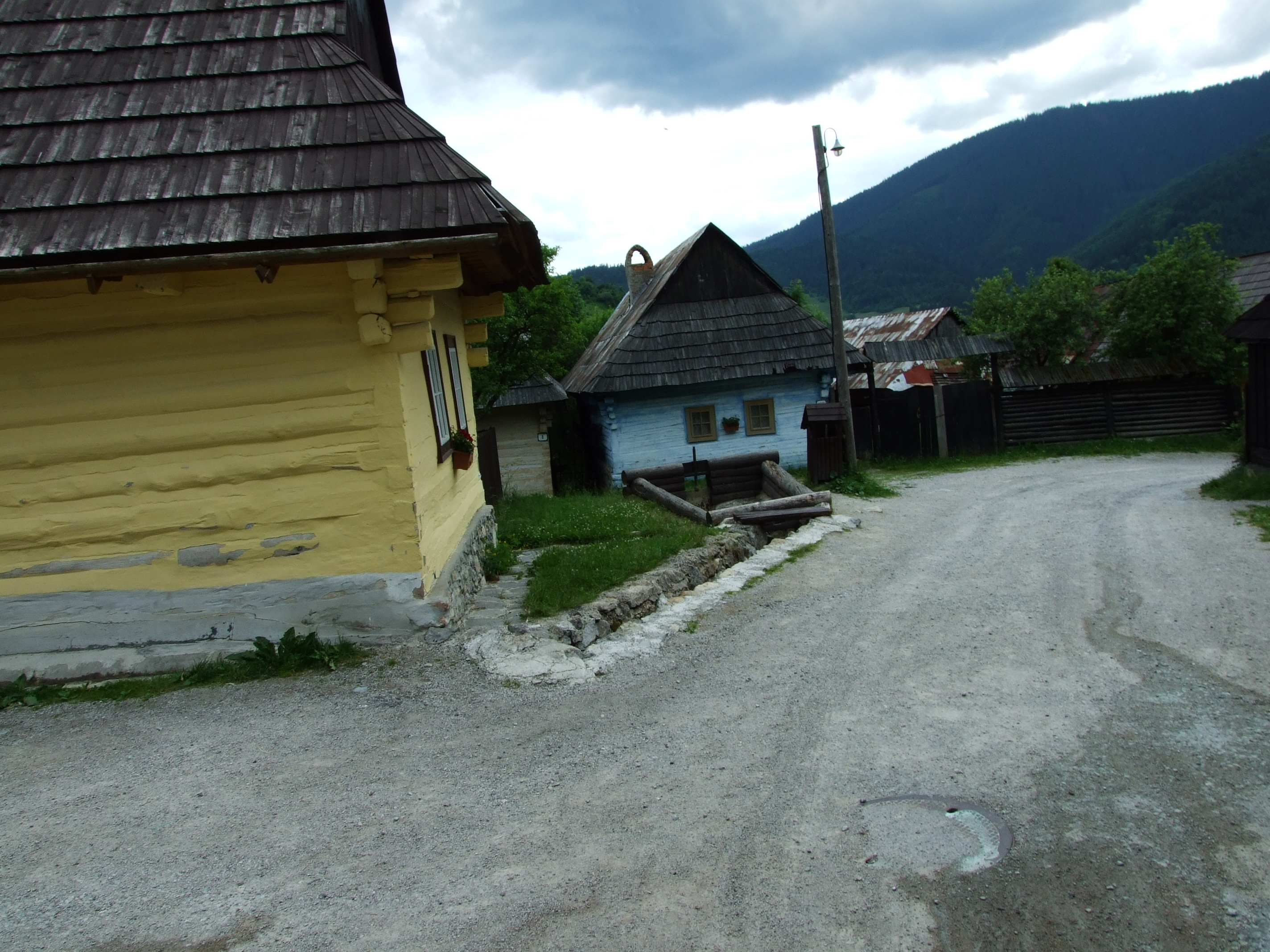